# Wocheng Ye
Wocheng Ye (ook Wo-cheng Ye en Ye Wocheng) (2 september 2000) is een golfer uit China. 
Ye is lid van de Hillview Golf Club in Dongguan. In november 2012 werd hij 2de bij het 6de toernooi van de China Amateur Tour. Daarna kwalificeerde hij zich voor deelname aan het China Open van 2013. Een maand later deed hij voor het eerst mee aan het Chinees Amateur, dat door de Australiër Cameron Davis werd gewonnen. Ye eindigde op de 10de plaats.
Vanaf het moment dat Ye op 2 mei 2013 afslaat op het Volvo China Open op de Binhai Lake Golf Club is de 12-jarige golfer de jongste speler op de Europese PGA Tour. Daarmee verslaat hij het record van Tianlang Guan, die 13 jaar was toen hij aan het China Open van 2012 meedeed.